# 埃里克·阿吉雷
埃里克·阿吉雷（西班牙語：Érick Aguirre，1997年2月23日—），墨西哥男子足球运动员，司职边后卫。他曾代表墨西哥参加2016年和2020年夏季奥林匹克运动会足球比赛，其中2020年奥运会获得一枚铜牌。